# Llista dels majors èxits del cinema coreà
En aquesta llista dels majors èxits del cinema coreà, les xifres indiquen el nombre d'entrades venudes, sense tenir en compte la recaptació (llista del juny de 2011).
| Classificació | Títol internacional o en català | Títol en coreà              | Director          | Entrades   | Any  |
| ------------- | ------------------------------- | --------------------------- | ----------------- | ---------- | ---- |
| 1             | The Host                        | 괴물                        | Bong Joon-ho      | 13.019.740 | 2006 |
| 2             | The King and the Clown          | 왕의 남자                   | Lee Jun-ik        | 12.302.831 | 2005 |
| 3             | Taegukgi                        | 태극기 휘날리며             | Kang Je-gyu       | 11.746.135 | 2004 |
| 4             | Tidal Wave                      | 해운대                      | Yoon Je-kyoon     | 11.397.749 | 2009 |
| 5             | Silmido                         | 실미도                      | Kang Woo-suk      | 11.081.000 | 2003 |
| 6             | D-War                           | 디 워                       | Shim Hyung-rae    | 8.426.973  | 2007 |
| 7             | Speedy Scandal                  | 과속 스캔들                 | Kang Hyeong-cheol | 8.280.308  | 2008 |
| 8             | Friend                          | 친구                        | Kwak Kyung-taek   | 8.134.500  | 2001 |
| 9             | Take Off                        | 국가 대표                   | Kim Yong-hwa      | 8.092.676  | 2009 |
| 10            | Welcome to Dongmakgol           | 웰컴 투 동막골              | Park Kwang-hyun   | 8.008.622  | 2005 |
| 11            | May 18                          | 화려한 휴가                 | Kim Ji-hoon       | 7.307.993  | 2007 |
| 12            | Tazza: The High Rollers         | 타짜                        | Choi Dong-hun     | 6.847.777  | 2006 |
| 13            | The Good. the Bad. the Weird    | 좋은 놈. 나쁜 놈. 이상한 놈 | Kim Ji-woon       | 6.719.000  | 2008 |
| 14            | 200 Pounds Beauty               | 미녀는 괴로워               | Kim Yong-hwa      | 6.619.498  | 2006 |
| 15            | The Man from Nowhere            | 아저씨                      | Lee Jeong-beom    | 6.226.886  | 2010 |
| 16            | Shiri                           | 쉬리                        | Kang Je-gyu       | 6.210.000  | 1999 |
| 17            | My Boss, My Teacher             | 투사부일체                  | Kim Dong-won      | 6.105.431  | 2006 |
| 18            | Jeon Woo Chi                    | 전우치                      | Choi Dong-hoon    | 6.100.490  | 2009 |
| 19            | Joint Security Area             | 공동경비구역 JSA            | Park Chan-wook    | 5.830.000  | 2000 |
| 20            | Marrying the Mafia II           | 가문의 위기                 | Jeong Yong-ki     | 5.635.266  | 2005 |
| 21            | Secret Reunion                  | 의형제                      | Jang Hun          | 5.460.035  | 2010 |
| 22            | Memories of Murder              | 살인의 추억                 | Bong Joon-ho      | 5.255.376  | 2003 |
| 23            | My Wife is a Gangster           | 조폭 마누라                 | Jeong Heung-soon  | 5.180.900  | 2001 |
| 24            | Marathon                        | 말아톤                      | Jeong Yoon-chul   | 5.148.022  | 2005 |
| 25            | The Chaser                      | 추격자                      | Na Hong-jin       | 5.071.619  | 2008 |
| 26            | Marrying the Mafia              | 가문의 영광                 | Jeong Heung-soon  | 5.021.001  | 2002 |
| 27            | My Tutor Friend                 | 동갑내기 과외하기           | Kim Kyeong-hyeong | 4.937.573  | 2003 |
| 28            | My Sassy Girl                   | 엽기적인 그녀               | Kwak Jae-yong     | 4.852.845  | 2001 |
| 29            | Detective K                     | 조선 명탐정                 | Kim Seok-yoon     | 4.778.512  | 2011 |
| 30            | Sunny                           | 써니                        | Kang Hyeong-cheol | 4.681.484  | 2011 |
| 31            | Kick the Moon                   | 신라의 달밤                 | Kim Sang-jin      | 4.353.800  | 2001 |
| 32            | Public Enemy Returns            | 강철중: 공공의 적 1-1       | Kang Woo-suk      | 4.337.983  | 2008 |
| 33            | Typhoon                         | 태풍                        | Kwak Kyung-taek   | 4.094.395  | 2005 |
| 34            | Sang Woo i la seva àvia         | 집으로                      | Lee Jeong-hyang   | 4.091.000  | 2002 |
| 35            | Sex Is Zero                     | 색즉시공                    | Yoon Je-kyoon     | 4.082.797  | 2002 |
| 36            | My Girlfriend is an Agent       | 7급 공무원                  | Sin Tae-ra        | 4.078.293  | 2009 |
| 37            | Forever the Moment              | 우리 생애 최고의 순간       | Yim Soon-rye      | 4.044.582  | 2008 |
| 38            | Another Public Enemy            | 공공의 적 2                 | Kang Woo-suk      | 3.911.356  | 2005 |
| 39            | Hanbando                        | 한반도                      | Kang Woo-suk      | 3.880.308  | 2006 |
| 40            | A Frozen Flower                 | 쌍화점                      | Yoo Ha            | 3.772.976  | 2008 |
| 41            | Hi. Dharma                      | 달마야 놀자                 | Park Cheol-kwan   | 3.746.000  | 2001 |
| 42            | The Divine Weapon               | 신기전                      | Kim Yoo-jin       | 3.751.588  | 2008 |
| 43            | Sympathy for Lady Vengeance     | 친절한 금자씨               | Park Chan-wook    | 3.650.000  | 2005 |
| 44            | Untold Scandal                  | 스캔들 - 조선남녀상열지사   | Lee Je-yong       | 3.522.747  | 2003 |
| 45            | Marrying the Mafia III          | 가문의 부활                 | Jeong Yong-ki     | 3.464.516  | 2006 |
| 46            | Mosss                           | 이끼                        | Kang Woo-seok     | 3.375.213  | 2010 |
| 47            | 71: Into the Fire               | 포화 속으로                 | Lee Jae-han       | 3.359.012  | 2010 |
| 48            | My Boss, My Hero                | 두사부일체                  | Yoon Je-kyoon     | 3.302.000  | 2001 |
| 49            | Oldboy                          | 올드보이                    | Park Chan-wook    | 3.269.000  | 2003 |
| 50            | My Little Bride                 | 어린 신부                   | Kim Ho-joon       | 3.149.500  | 2004 |